# Philodromus roseofemoralis
Philodromus roseofemoralis este o specie de păianjeni din genul Philodromus, familia Philodromidae, descrisă de Karsch, 1879. Conform Catalogue of Life specia Philodromus roseofemoralis nu are subspecii cunoscute.